# 简式威妥玛拼音
簡式威妥瑪（英語：Simplified Wade）是用於拼寫官话（現代標準漢語）的威妥瑪羅馬拼音系統的修改版本，由瑞典语言学家奥洛夫·安德森贝蒂尔设计并在1970年第一次发布。简式威妥玛使用音调拼读，换言之，它通过添加字母来表示音调区别。以此种方式表示音调的汉字拉丁化系统仅有简式威妥玛和國語羅馬字，其他所有系统都使用附加符號或数字来表示音调。新壮文和拉丁苗文也采取类似的写法。

## 拼读惯例
安德森对威妥瑪拼音所做的重要改变之一，是将跟随送气音的撇号以一个“h”替换。这一曾被用于理雅各拼音中的修改，也被李約瑟的中国的科学与文明采用。下表揭示了拼读的区别。
| 威妥玛 | 简式威妥玛 | 汉语拼音 | 國際音標 |
| tʻ     | th         | t        | tʰ       |
| pʻ     | ph         | p        | pʰ       |
| kʻ     | kh         | k        | kʰ       |
| chʻ    | chh        | q/ch     | tɕʰ/tʂʰ  |

此外，简式威妥玛用“y”代替威妥玛拼音的“ŭ”和“ih”，用“r”代替“j”，用“e”代替“ê”，用“uei”代替“ui”，用“you”代替“yu”，用“yu”代替“yü”和“ü”（在“hs”后时可直接作“u”），略去末位“h”，不再区分音节“yi”和“i”而是统一作“yi”。
简式威妥玛通过在音节末尾添加字母来表明音调。下表为示例。
| 阴平 | 阳平 | 上声 | 去声 |
| ma   | mav  | max  | maz  |

同一个词中，阴平音节后接零声母音节时，可以加上撇号“ʼ”避免歧义，其他音调不需要。